# Ben-Hur (film, 2016)
A Ben-Hur 2016-ban bemutatott amerikai film, amelyet Timur Bekmambetov rendezett. A forgatókönyvet Keith Clarke és John Ridley írták. A producerei Sean Daniel, Joni Levin és Duncan Henderson. A főszerepekben Jack Huston, Toby Kebbell, Rodrigo Santoro, Nazanin Boniadi, Ayelet Zurer, Pilou Asbæk, Sofia Black D'Elia és Morgan Freeman láthatóak. A zeneszerzői Marco Beltrami. A tévéfilm gyártója a Sean Daniel Company és Lightworkers Media, forgalmazója a Paramount Pictures és Metro-Goldwyn-Mayer. Műfaja filmdráma.
Amerikában 2016. augusztus 19-én, Magyarországon 2016. augusztus 18-án mutatták be a moziban.

## Cselekmény
A Messiás idejében Júdea a Római Birodalom területéhez tartozik. Jeruzsálemben él Júda Ben-Hur, zsidó származású nemesi család sarja, illetve Messala Severus befogadott római testvére. Együtt élnek Júda anyjával, húgával (Tirzával) és cselédjeikkel: Eszterrel (aki később Júda felesége lesz), valamint Eszter apjával. Messala megunván hányattatott sorsát a római légióba áll, ahol rövidesen kinevezik parancsnokká. Sikeres és népszerű hadvezérként tér vissza Jeruzsálembe, ahol Júda meglátogatja. Beszámol hadjáratairól, majd Júda segítségét kéri, ugyanis a városba fog érkezni az új római helytartó, Poncius Pilátus. Egy népcsoport, az úgynevezett zélóták korábban már fellázadtak a római elnyomás ellen, ezért egy esetleges újabb támadás elkerülése érdekében a béke miatt kéri Messala testvére segítségét, aki beszél a népével. Az istállóban zaj hallatszódik, zeloták rejtőztek el. Az egyik sérült, a többiek beszámolnak az eseményekről. A sérültet Júda ellátja és ott tartja, amíg felépül. Telik az idő, hamarosan érkezik a helytartó. Messala érdeklődik a bűnösök felől, Júda nem hajlandó elárulni neki a neveket, mire Messala mogorván távozik a helyszínről. Másnap felvonulás közepette lóháton megérkezik Poncius Pilátus hatalmas kíséretben. Júdáék az erkélyükről tekintik meg ezt a bevonulást. A sérült zelota íjjal megcélozza Pilátust, ám egy katonát talált el. Júda elrejtőzteti, majd a rómaiak betörnek lakásukba. Júda anyját és húgát keresztre feszítésre ítélik, ám utólag kiderül, hogy az egyik római megkegyelmezett nekik és börtönbe záratta őket. Júda sorsa rosszabb lesz, 5 éven át egy gályán raboskodik, mint evezős. Miután egy vízi csata után elsüllyed a hajó, egyedül ő éli túl a megmérettetést és végül egy szigeten köt ki. Ott víz és zab fogadja, ám rájön, hogy nem neki, hanem a lovaknak szánták azt. Hamarosan megjelenik Ilderim sejk, Júda későbbi barátja. Az afrikai fogadásokból - amik lóversenyzések által gyűltek össze - tartja fenn magát. Júdával alkut kötnek, majd később a hajtója is ő lesz, cserébe Ilderim nem adja vissza őt a rómaiaknak. Eszterrel is találkozik, hiszen pont Jeruzsálem felé vették az irányt, ahol Ilderim engedélyt ad, hogy megkereshesse családját. A bosszú hajtja, le akar számolni Messalaval kegyetlenségéért, hiszen mindannyian ártatlanok voltak. Eszter a megbocsátásra inti, Jézus szavát terjeszti tovább, ám Júda mindenképp bosszút akar állni, mire Eszter elhagyja. Ilderim ekkor javasolja Júdának, hogy az arénában álljon ki Messala ellen, hiszen "ami ott történik az nem bosszú, csupán véres sport, de sport". Júda belemegy és megnyeri a szekérversenyt. Másnap Eszter segélykérését hallva a keresésére indul, mikor meglátja, hogy hatalmas tömeg követi Jézust, aki egy keresztfát cipel az úton. Miután megtörténik a keresztre feszítés, Júda ekkor tér meg. Belátja, hogy a bosszú nem vezet sehova, az egyedüli megoldás a béke és a szeretet, ekkor Eszter vigasztalja a földön zokogó Júdát. Jézus halála után anyja és húga meggyógyulnak, Ilderim pedig kiviszi őket a börtönből. Júda Messala keresésére indul, megtalálva látja, hogy a bal lábát levágták, hiszen a versenyben ily mértékben megsérült. Ekkor mindketten megbocsájtanak egymásnak. Újra együtt a család.

## Szereplők
| Szereplő | Színész            | Magyar hang          |
| --- | ------------------ | -------------------- |
| Júda Ben-Hur | Jack Huston        | Szatory Dávid        |
| Ilderim | Morgan Freeman     | Reviczky Gábor       |
| Messala Severus | Toby Kebbell       | Varga Gábor          |
| Eszter | Nazanin Boniadi    | Tarr Judit           |
| Jézus | Rodrigo Santoro    | Dévai Balázs         |
| Tirza Ben-Hur | Sofia Black-D'Elia | Sipos Eszter Anna    |
| Naomi Ben-Hur | Ayelet Zurer       | Kovács Nóra          |
| Simonides | Haluk Bilginer     | Bolla Róbert         |
| Dizmász | Moisés Arias       | Baráth István        |
| Poncius Pilátus | Pilou Asbæk        | Csankó Zoltán        |
| Drusus | Marwan Kenzari     | Galbenisz Tomasz     |
| Quintus | James Cosmo        | Szélyes Imre         |
| Marcus Decimus | David Walmsley     | Csík Csaba Krisztián |
| Jákob | Yasen Atour        | Törköly Levente      |
| Kadím | Francesco Scianna  | Ember Márk           |
| Éliás | Gabriel Lo Giudice | Szatmári Attila      |
| Florus | Jarreth J. Merz    | Sarádi Zsolt         |
| Hortator | Dato Bakhtadze     | Schneider Zoltán     |
| Centurio | Craig Peritz       | Bácskai János        |
| Lucius | Julian Kostov      | Imre István          |
| További magyar hangok |                    |                      |
| Bercsényi Péter, Bordás János, Dobó Enikő, Fehérváry Márton, Hám Bertalan, Hannus Zoltán, Király Adrián, Kiss László, Martin Adél, Pál Dániel Máté, Papucsek Vilmos, Sörös Miklós, Szrna Krisztián, Téglás Judit |                    |                      |